# Genera Siphonogamarum
Genera Siphonogamarum (abreviado Gen. Siphon.) es un libro con ilustraciones y descripciones botánicas que fue escrito conjuntamente por Karl Wilhelm von Dalla Torre & Hermann Harms y publicado en  Leipzig en varias series desde 1900-1907 con el nombre de Genera siphonogamarum ad systema Englerianum conscripta.

## Publicaciones
Páginas 1-80, Feb 1900; 81-160, Ago 1900; 161-240, May 1901; 241-320, Ene 1902; 321-400, Jun 1903; 401-480, Jun 1904; 481-560, Mar 1905; 561-641, Ago 1906; 641-720m Feb 1907; 721-928, ene 1908